# 오메글
오메글(Omegle)은 무료 온라인 채팅 웹사이트였다. 별도의 가입 절차 없이 바로 서비스를 이용할 수 있었다. 슬로건은 "낯선 이들과 말하세요!" (Talk to strangers!)이다.
랜덤으로 일대일 매칭시켜 주는 방식이다. 익명 방식이기에 사용자의 별명은 "당신" (You), 상대방의 별명은 "낯선 이" (Stranger)로 고정되어 나온다. 스파이 모드에서는 동시에 두 명과 채팅할 수 있다. 이 때 상대방의 별명은 "낯선 이 1" (Stranger 1), "낯선 이 2" (Stranger 2)로 나온다. 채팅을 시작하기 전, 언어 선택 란에서 원하는 언어를 고를 수 있다. 언어 선택 시, 선택한 언어 영역 내 상대방과 매칭된다. 별도의 언어 선택이 없을 시 영어가 기본적으로 선택된다. 언어 제공은 구글에서 제공하는 언어를 기반으로 한다.
레이프가 18살이었던 2009년 3월 25일 서비스를 시작했다. 한 달도 채 안 되어, 하루 당 페이지뷰 수가 약 15만 뷰에 도달했다. 얼마 후 화상 채팅 기능도 선보였다. 모바일앱도 제공해 모바일 기기에서도 서비스를 이용할 수 있었다.

## 같이 보기
- 챗룰렛